# Alcalá de Guadaíra
Alcalá de Guadaíra é um município espanhol da província de Sevilha, na comunidade autónoma da Andaluzia. Pertence oficialmente à comarca metropolitana de Sevilha. Tem oficialmente 74.845 moradores. A superfície municipal é de 284,6 hectares. Está a dezasseis quilómetros da capital provincial, Sevilha.
O município de Alcalá de Guadaíra faz fronteira com os de Dos Hermanas, de Sevilha, de Los Molares, de Utrera, de Carmona, de Arahal e de Mairena del Alcor.
Tem um património histórico e natural notório, dentro do qual é destacável o seu castelo, este de origem almóada tendo sido várias vezes reconstruido e ampliado já na época cristã, mas também um importante espaço natural à beira do rio Guadaíra - pertencentes desde dezembro de 2011 à Rede de Espaços Naturais Protegidos da Andaluzia, baixo a proteção como Monumento Natural - e os seus moinhos fortificados, sendo a povoação conhecida pelo pão que produzia,  também encontra-se lá o parque e o pinar de Oromana, e a zona arqueológica de Gandul, na qual encontraram-se vários dolmens.

## História

### Pré-história
Pelos restos arqueológicos encontrados, os primeiros assentamentos estáveis no local datam da Idade do Cobre (2 500-1 500 a.C.), período caraterizado por um aumento da população nas povoações que estavam perto dos rios. Um exemplo são os restos megalíticos da zona de Gandul.

### Época romana
Por volta do século II a.C. e devido à proximidade com Híspalis, a região foi favorecida sendo fortemente romanizada e por tanto assimilou o latim, a moeda e o Direito romano. Também por ser uma zona arável e fértil, o que era um estimulo à agricultura.

### Época visigoda
Não existe muita informação desta época, pois a zona da Andaluzia ocidental não teve muita influência visigótica, contudo, há muitas inscrições e lápidas dessa altura que conservam-se no Museu de Alcalá de Guadaíra.

### Alandalus
Depois da Batalha de Guadalete e a derrota das forças visigodas pelo exército muçulmano a região ficou baixo domínio dos invasores do sul. O período islâmico estendeu-se desde dita batalha até à reconquista de Sevilha em 1248, tendo deixado esta presença vestígios na arquitetura, nos monumentos e no nome da cidade que provem das palavras árabes Qall'at Yâbir e Wadi Ayra. Os muçulmanos souberam aproveitar ao máximo os recursos naturais dos rios, potenciando a zona.
O nome da cidade oficialmente era Alcalá de Guadaira, mas depois da publicação do BOE 97 de 23 de abril de 2003 e de acordo à pronuncia local do nome da cidade passou a ser Alcalá de Guadaíra.

### Reconquista
Época muito importante da sua história, quando torna-se um assentamento estável, e deixa de ser um simples quartel militar e local de tributo dos camponeses da comarca. No ano 1280, Afonso X otorga à povoação uma carta de foral.

## Demografia

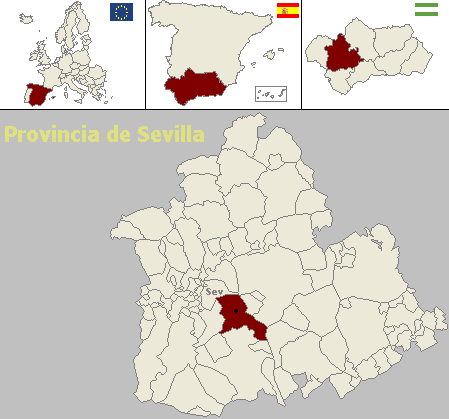
Município de Alcalá de Guadaíra respetivamente à província de Sevilha.

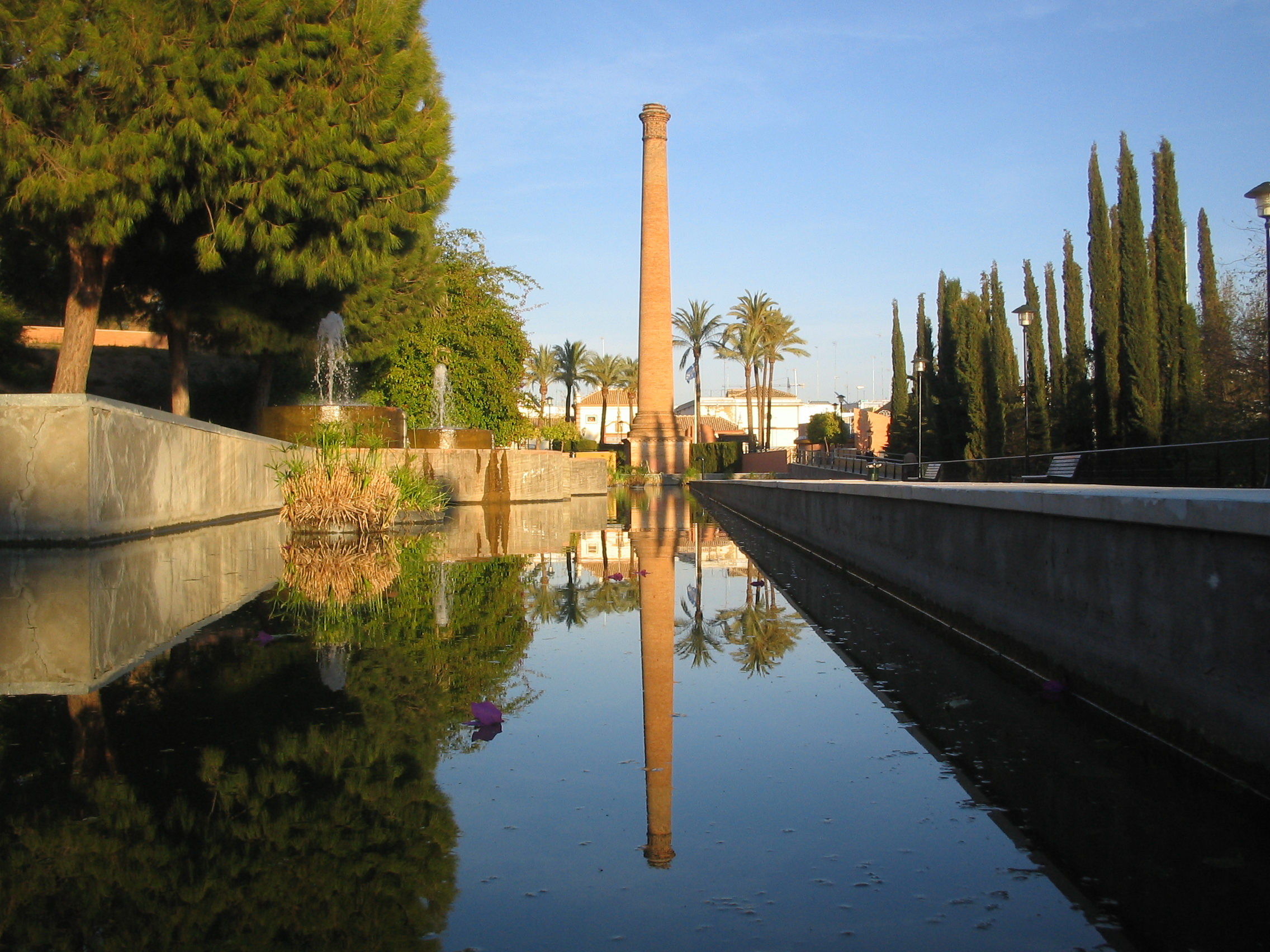
Chaminé no Parque Centro de Alcalá de Guadaíra.

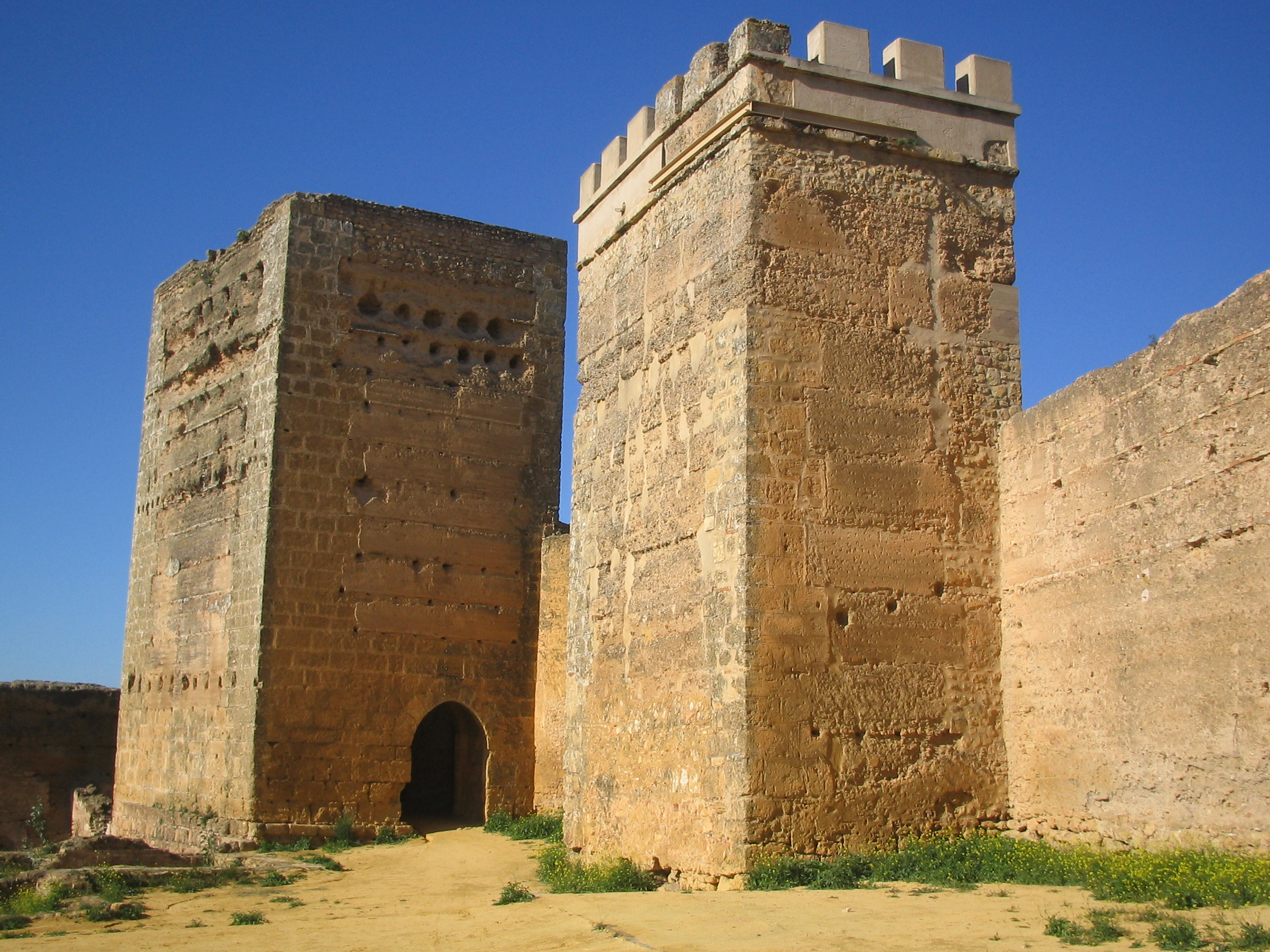
Torres da fortaleza de Alcalá.

|                    | 1842  | 1857  | 1860  | 1877  | 1887  | 1897  | 1900  | 1910  | 1920   | 1930   | 1940   | 1950   | 1960   | 1970   | 1981   | 1991   | 2001   | 2011   |
| ------------------ | ----- | ----- | ----- | ----- | ----- | ----- | ----- | ----- | ------ | ------ | ------ | ------ | ------ | ------ | ------ | ------ | ------ | ------ |
| População de facto | n/d   | 8.279 | 7.880 | 8.227 | 9.055 | 8.930 | 8.198 | 8.940 | 11.038 | 16.816 | 20.477 | 25.279 | 31.004 | 33.999 | 45.352 | 52.515 | n/d    | n/d    |
| População de iure  | 6.702 | n/d   | n/d   | 7.876 | 7.991 | 8.528 | 8.287 | 8.760 | 10.559 | 16.276 | 20.355 | 25.049 | 30.856 | 33.593 | 45.577 | 52.257 | 57.426 | 73.317 |
| Lares              | 1.600 | 2.013 | 1.837 | 2.141 | 2.298 | 2.245 | 2.171 | 2.301 | 2.583  | 3.944  | 4.719  | 5.917  | 6.847  | 8.230  | 11.162 | 13.907 | 17.501 | 26.090 |

Toda a tabela está referenciada. Pode conferir os dados aqui.

## Presidentes da câmara municipal desde 1979
- Felix Juan Montero Gómez[22] (PSOE) -> 1979-1982
- Manuel Hermosín Navarro[28] (PSOE) -> 1982-1995
- Antonio Gutiérrez Limones[29][30][31] (PSOE)[29][30][31] -> 1995[32]-atualmente[31]